# Samoa Fencing Association
Die Samoa Fencing Association ist der Dachverband für den Fechtsport in Samoa. Er wurde 2013 gegründet und ist Mitglied der FIE. Der Sitz der Organisation ist in Apia, derzeitiger Präsident ist Tuala Ohli Aa(Stand 2021).

## Geschichte
Bereits 2011 wurden von der Oceania Fencing Confederation zwei Trainer der Oceania Fencing Master Academy nach Samoa geschickt, um dort den Fechtsport bekannt zu machen. In Absprache mit der Samoan Sport Association und dem Nationalen Olympischen Komitee beschloss man, bald eine nationale Organisation zu gründen. Diese wurde von der FIE am 8. August 2013 vorläufig aufgenommen und ist damit ihr 149. Mitglied.